# Last Name
Last Name è il terzo singolo tratto dall'album Carnival Ride, della cantante country Carrie Underwood. La canzone è stata composta dalla stessa cantante, insieme a Hillary Lindsey e Luke Laird. Con questo brano Carrie, si è portata con ben 6 singoli nella top 20, della classifica Billboard Hot 100.
Con questo singolo la Underwood ha potuto vincere il suo terzo Grammy Awards consecutivo nella categoria Best Female Country Vocal Performance.

## Classifiche
| Classifica (2008)                        | Posizione massima |
| ---------------------------------------- | ----------------- |
| U.S. Billboard Hot Country Songs         | 1                 |
| U.S. Billboard Hot 100                   | 19                |
| U.S. Billboard Pop 100                   | 37                |
| U.S. Billboard Hot Adult Top 40 Tracks   | 31                |
| Canadian Radio & Records Country Singles | 3                 |
| Canadian Hot 100                         | 34                |